# Acrobolbus ochrophyllus
Acrobolbus ochrophyllus là một loài rêu tản trong họ Acrobolbaceae. Loài này được (Hook. f. & Taylor) R.M. Schust. miêu tả khoa học lần đầu tiên năm 1961.